# Atletica leggera ai II Giochi olimpici giovanili estivi - Staffetta 8×100 metri
Ai II Giochi olimpici giovanili estivi, che si sono tenuti a Nanchino nel 2014, la competizione della staffetta mista 8×100 metri si è svolta il 26 agosto presso l'Olympic Sports Centre. È stata la prima volta che questa specialità ha trovato spazio in una competizione internazionale. Alla gara hanno preso parte circa 680 atleti provenienti da oltre 200 paesi.
Prima dell'inizio dei Giochi olimpici giovanili, la IAAF ha voluto testare questa nuova particolare staffetta: lo ha fatto il 3 luglio 2014, quando 150 atleti provenienti dalle scuole locali si sono cimentati in questa gara presso l'Olympic Plaza di Nanchino.
Alla gara, che si è tenuta nella giornata di chiusura dei Giochi olimpici giovanili 2014, le squadre erano composte da quattro atleti maschi e quattro atlete femmine; in ciascuna squadra erano presenti tre velocisti, due mezzofondisti o marciatori, un saltatore, un lanciatore e un ottavo componente proveniente da una specialità a scelta dell'atletica leggera.
Secondo Li Shilin, assistant director dell'atletica leggera a Nanchino 2014, "La 8×100 metri sarà l'ultimo evento per tutti gli atleti che prenderanno parte alle gare di atletica leggera. È la grande festa di chiusura dell'atletica leggera a Nanchino".

## Risultati

### Finale
| Pos.    | Team     | Atleti | Tempo   | Note |
| ------- | -------- | --- | ------- | ---- |
| Oro     | Team 034 | Marten Howe Daou Aboubacar Trae Williams Witthawat Thumcha María Simancas Tatyana Blagoveshchenskaya Lakeisha Warner Ioana Gheorghe        | 1'40"20 |      |
| Argento | Team 038 | Ekaterina Alekseeva Oleksandr Malosilov Rachel Pace Mohamed Saad Ghali Chinne Okoronkwo Amedee Manirakiza Coralie Gassama Sydney Siame     | 1'41"39 |      |
| Bronzo  | Team 017 | Samantha Geddes Michaela Hrubá Noel Del Cerro Martín Castañares Wegene Sebsibe Hussain Shahudhaan Fahumee Dhakirina Fatima Salwa Eid Naser | 1'43"60 |      |
| 4       | Team 007 | Tristan Slater Fabienne Schönig Benediktas Mickus Mirna Da Silva Yuliya Levchenko Bence Halász Hanin Thabit Jaheel Hyde                    | 1'44"77 |      |
| 5       | Team 053 | Tavonte Mott Faheemah Scraders Jo-Ane van Dyk Riham Ahmed Abohida Noemí Sempere Stefano Sottile Dicki-Terry Mael Bacha Morka               | 1'45"02 |      |
| 6       | Team 010 | Zhihang Xu Mazoon Al-Alawi Cecilia Tamayo Alex Rousseau-Jamard Bader Ali Alamrani Lea Navarro Cheikh Beya Yana Kachur                      | 1'46"17 |      |
| 7       | Team 050 | Dzhoys Koba Esraa Mohamed Habe Mareen Kalis Adam Mohamed Magali Roche Nanthavat Khentanone Gemechu Alemu Jason Yaw                         | 1'52"88 |      |
| 8       | Team 044 | Hussein Al-Bayati Steffi Murillo Emma Fitzgerald Goga Maglakelidze Salome Lang Lotte Scheldeman Mohd Rizzua Muhammad Gyeongtae Kim         | 1'52"99 |      |
| 9       | Team 046 | Juan José Garrancho Djafar Swedi Brittni Wolczyk Wan-Ju Wen Soukaina Belil Tjaša Stanko Clemens Prüfer Jeffrey Uzzell                      | 1'54"59 |      |